# Adam Krolczyk
Adam Krolczyk (* 17. Februar 1826 in Niedenau im Kreis Neidenburg; † 30. August 1872 in Hongkong) war ein deutscher evangelischer Missionar in China.

## Leben und Wirken
Der Sohn eines Landwirts besuchte 1845 das Gymnasium in Rastenburg, studierte 1849 Evangelische Theologie an der Universität Königsberg und bezog 1851 das Predigerseminar in Wittenberg. Nach seiner Ausbildung zum Theologen wurde er 1852 Hilfsprediger an der Kirche Bäslack  und 1853 Pfarrer in Kurken. Am 10. April 1861 ging er für die Rheinische Missionsgesellschaft in Barmen als Missionar nach China.
Krolczyk, der schon vor seinem Antritt in China publiziert hatte, setzte dies in seiner missionarischen Tätigkeit in China fort. Seine Ausführungen wurden in verschiedenen Zeitschriften gedruckt, die so die Aufmerksamkeit seiner Landsleute auf die Mission China lenkten. Besonders das Königsberger Missionsblatt empfing eine Reihe sehr wertvoller Artikel über China von Krolczyks Hand. Auch in englischer und chinesischer Sprache verfasste er mehrere wissenschaftliche Abhandlungen, hielt Vorträge vor gebildeten Kreisen und beteiligte sich eifrig an einer neuen chinesischen Bibelübersetzung. Er durchreiste das Land mit seinen Gehilfen. Dabei heilte er Kranke, predigte und disputierte.
Ganz besonders interessierte ihn das chinesische Urbergvolk der Miautz (苗子), welches sich in den Gebirgen im südlichen China Jahrhunderte hindurch fast unabhängig von der chinesischen Herrschaft erhalten hatte. Krolczyk gab sich viel Mühe, um einen Verkehr mit ihnen herzustellen. Er drang unter vielen Gefahren in ihr Gebiet vor und brachte einige aus den Bergen mit, um sie zu unterrichten und von ihnen die Sprache zu lernen. Zudem hatte er auch mehrere sehr interessante Abhandlungen über die Miautz veröffentlicht. Aber seine Tätigkeit wurde immer wieder durch militärische Auseinandersetzungen unterbrochen. So wurde er von seiner Station verjagt, von Räubern ausgeplündert und misshandelt. Nach zwölfjähriger Wirksamkeit starb er plötzlich an einem Gehirnschlag.
Seine Witwe Friederike Johanne (* 8. Dezember 1830 in Adelberg; † 14. Januar 1893 in Kornwestheim), die Tochter des lutherischen Pfarrers Gottlob Ludwig Lechler und dessen Ehefrau Friederike Rosine (geb. Williardt), die Witwe des Ferdinand Genähr, kehrte mit zwei kleinen Kindern in die Heimat zurück (Ehe mit Ferdinand Genähr am 26. Februar 1853 in Hongkong und zweite Ehe mit Adam Krolczyk am 2. Januar 1868 in Hongkong).